# Bruce Nauman
Bruce Nauman (* 6. Dezember 1941 in Fort Wayne, Indiana, USA) ist ein US-amerikanischer Konzeptkünstler, der laut ArtFacts zu den bedeutendsten lebenden bildenden Künstlern zählt.

## Leben
Bruce Nauman studierte von 1960 an in Madison an der University of Wisconsin Mathematik, Physik und Kunst und schloss hier mit einem Bachelor ab. 1964 wechselte er an die University of California in Davis und beendete 1966 sein Kunststudium mit dem Master-Titel. Nauman arbeitete zeitweise als Assistent des Malers Wayne Thiebaud und unterrichtete ab 1966 am Art Institute in San Francisco. Zu dieser Zeit wendete sich Nauman von der Malerei ab und begann in den Bereichen Film, Bildhauerei und Performance zu arbeiten. Neben seiner regen künstlerischen Produktion unterrichtete Nauman immer wieder an Kunsthochschulen, so zu Beginn der 1970er Jahre an der University of California in Irvine.
1989 heiratete Nauman die Malerin Susan Rothenberg und zog mit ihr in eine Farm nach Galisteo, New Mexico, wo er bis jetzt lebt und arbeitet. Rothenberg starb 2020.
Seit 1997 ist er Mitglied der Akademie der Künste Berlin.

## Werk

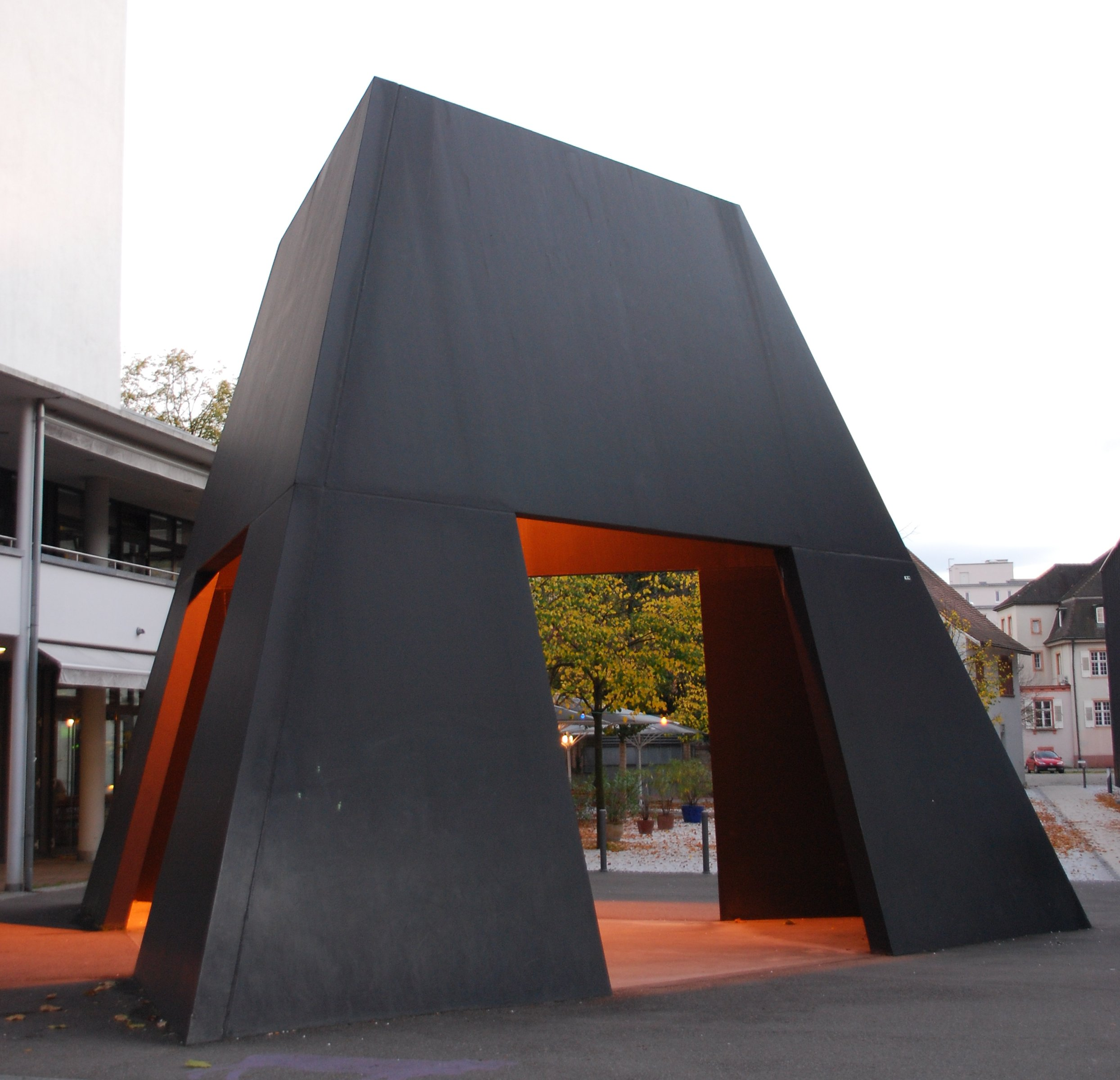
Truncated Pyramid Room von Nauman in Lörrach

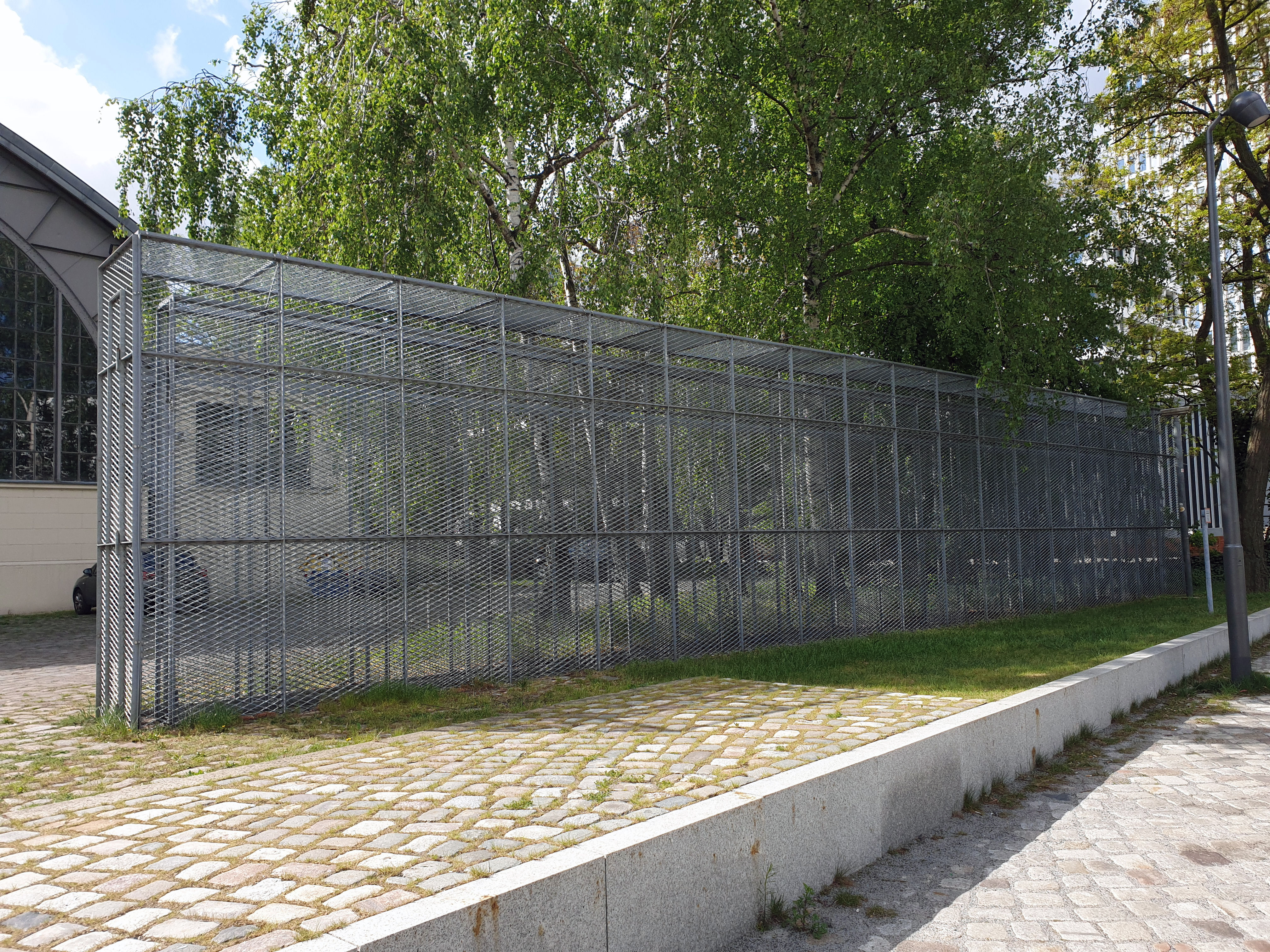
Double Cage Piece, 1974, in Berlin-Mitte

Bruce Naumans Arbeiten mit unterschiedlichsten Materialien, von Installationen und Plastiken über Fotografien und Neon bis hin zu Videoaufnahmen, beschäftigen sich vorwiegend mit Fragen der menschlichen Sinneswahrnehmung. Dabei wird der Betrachter oft mit irritierenden bis schockierenden Erfahrungen konfrontiert.
Seine zur documenta IX vorgestellte Videoinstallation Anthro/Socio – Rinde Spinning beispielsweise zeigt den Schauspieler Rinde Eckert, der sich auf mehreren Bildschirmen um die eigene Achse dreht und dabei stetig und aggressiv einen verstörenden Sprechgesang wiederholt: „Feed me / Eat me / Anthropology“ bzw. „Help me / Hurt me / Sociology“ in übereinanderliegender Tonspur.
Bruce Nauman erhielt schon früh eine erhebliche Resonanz auf seine künstlerische Arbeit. Die erste Einzelausstellung in einer Galerie wurde ihm in Los Angeles 1966 ausgerichtet. Zwei Jahre später hatte er seine erste europäische Galerie-Ausstellung in Düsseldorf, parallel stellte ihn Leo Castelli in New York aus. Im selben Jahr begegnete er der bekannten amerikanischen Sängerin und Choreographin Meredith Monk, dem minimalistischen Komponisten Steve Reich und setzte sich mit den Werken von John Cage, Merce Cunningham sowie Karlheinz Stockhausen auseinander. 1969 kooperierte er mit Meredith Monk und inszenierte mit ihr im Rahmen einer Ausstellung im Museum of Modern Art, MOMA, New York, eine Performance.
Nauman selbst nennt als die auf ihn und seine Arbeit einflussreichsten Persönlichkeiten: Samuel Beckett, Ludwig Wittgenstein, John Cage, Philip Glass, La Monte Young und Meredith Monk.

## Ausstellungen
Auswahl, vornehmlich Einzelausstellungen:
- 1966: Nicholas Wilder Gallery, Los Angeles, USA
- 1968: 4. documenta, Kassel; Leo Castelli Gallery, New York, USA;
- 1969: Museum Haus Lange, Krefeld
- 1970: Galerie Konrad Fischer, Düsseldorf
- 1972: documenta 5, Kassel; Los Angeles County Museum of Art, Los Angeles, USA
- 1977: documenta 6, Kassel
- 1980: 39. Biennale di Venezia, Venedig, Italien
- 1982: documenta 7, Kassel; Baltimore Museum of Art, Baltimore, USA
- 1982: Städtische Galerie im Lenbachhaus und Kunstbau, München[3]
- 1986: Contemporary Arts Museum Houston, Houston, Texas, USA; Museum für Gegenwartskunst, Basel, Schweiz; Städtisches Kunstmuseum, Bonn; Hamburger Kunsthalle, Hamburg;
- 1988: Museum of Contemporary Art, Los Angeles, USA
- 1990: Städelsches Kunstinstitut, Frankfurt
- 1991: Fundacio Espai Poblenou, Barcelona, Spanien
- 1992: documenta IX, Kassel
- 1993: Museo Nacional Centro de Arte Reina Sofia, Madrid, Spanien
- 1997: Musée National d’Art Moderne, Centre Georges Pompidou, Paris, Frankreich
- 1998: Hamburger Kunsthalle, Hamburg
- 2000: Musée d’Art Moderne et Contemporain, Genf, Schweiz
- 2003: Museum Ludwig, Köln; Museum für Gegenwartskunst Basel, Basel, Schweiz
- 2003: Deutsche Guggenheim, Berlin
- 2005: Museum für moderne Kunst (MUMOK), Wien
- 2006: Tate Liverpool, England
- 2006: NRW-Forum Kultur und Wirtschaft, Düsseldorf
- 2007: Skulptur.Projekte, Münster (Square Depression)[4]
- 2007: kestnergesellschaft, Hannover
- 2008: Museu Serralves, Porto; Einzelausstellung „Fonte de cem peixes, 2005“
- 2009/2010: Kunstmuseum Wolfsburg, Wolfsburg; Gemeinschaftsausstellung: Ich zweifellos
- 2010: Hamburger Bahnhof, Berlin: Bruce Nauman: Dream Passage
- 2012: Bruce Nauman: Days.[5], Institute of Contemporary Arts, London
- 2014: Ed Atkins, Bruce Nauman, Kunsthalle Mainz[6]
- 2018: Disappearing Acts, Schaulager Basel und Museum of Modern Art, New York
- 2021/2022: Contrapposto Studies, Pinault Collection, Palazzo Grassi - Punta della Dogana, Venedig[7]

## Fotogalerie Diamond Shaped Room with Yellow Light

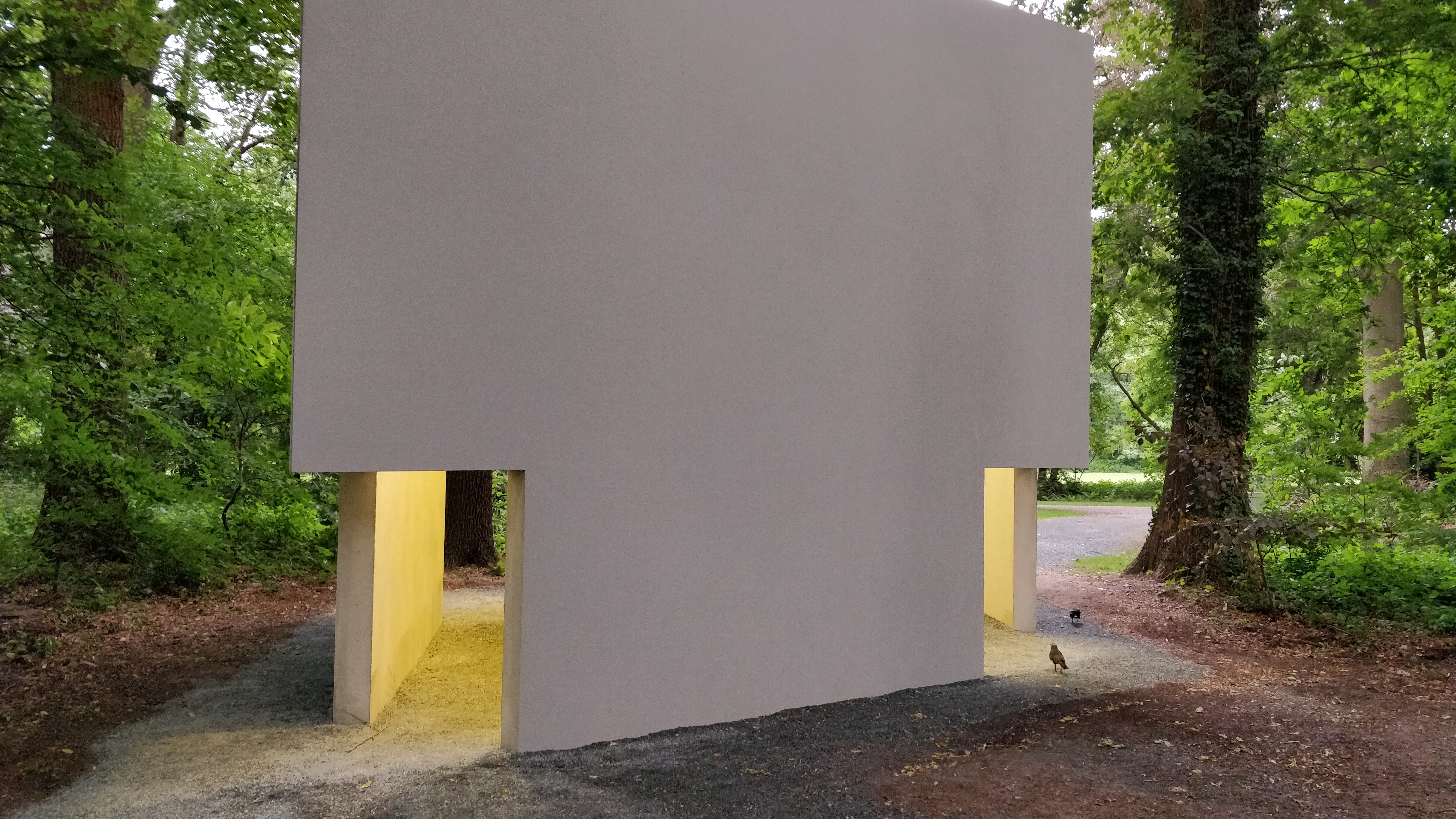
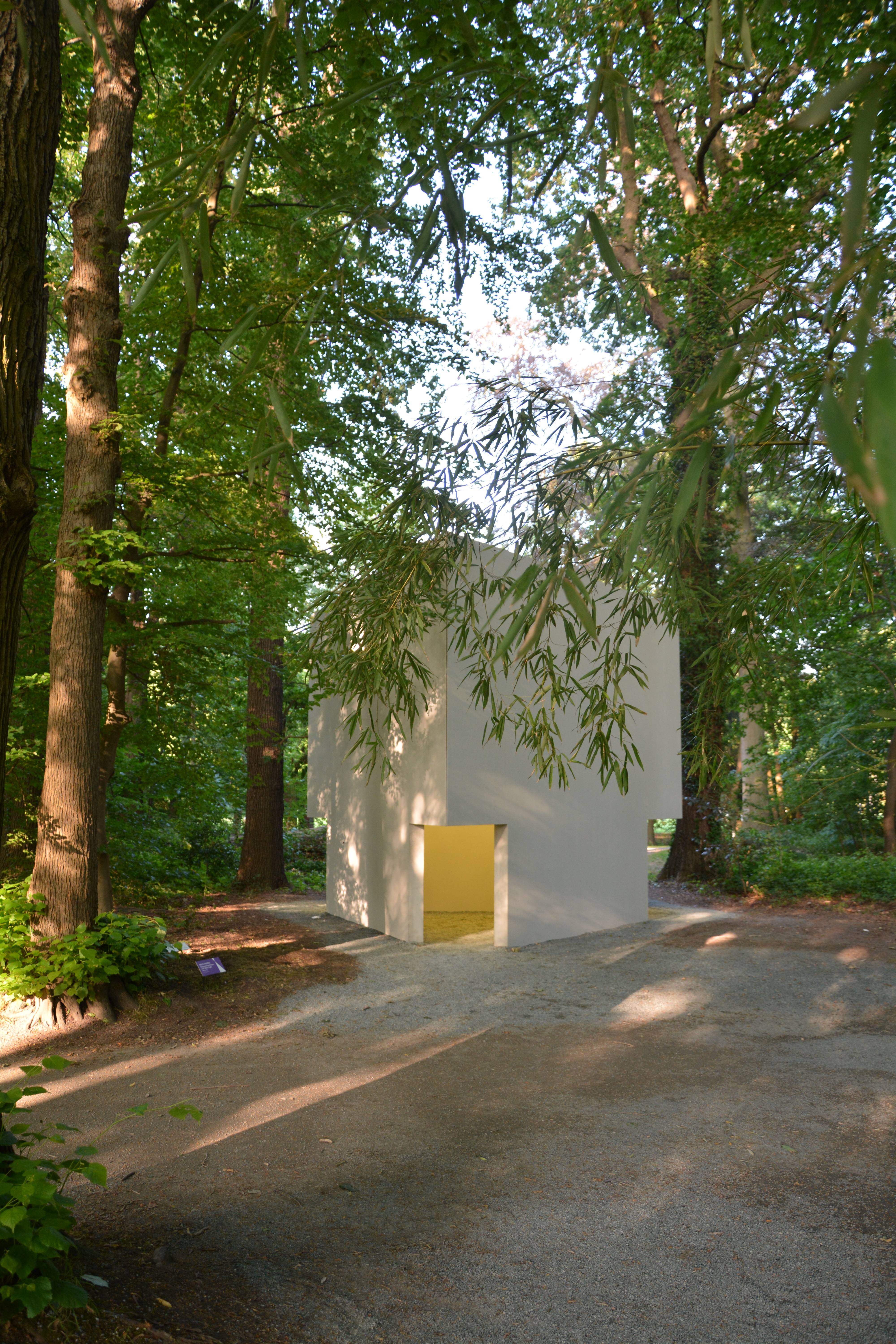
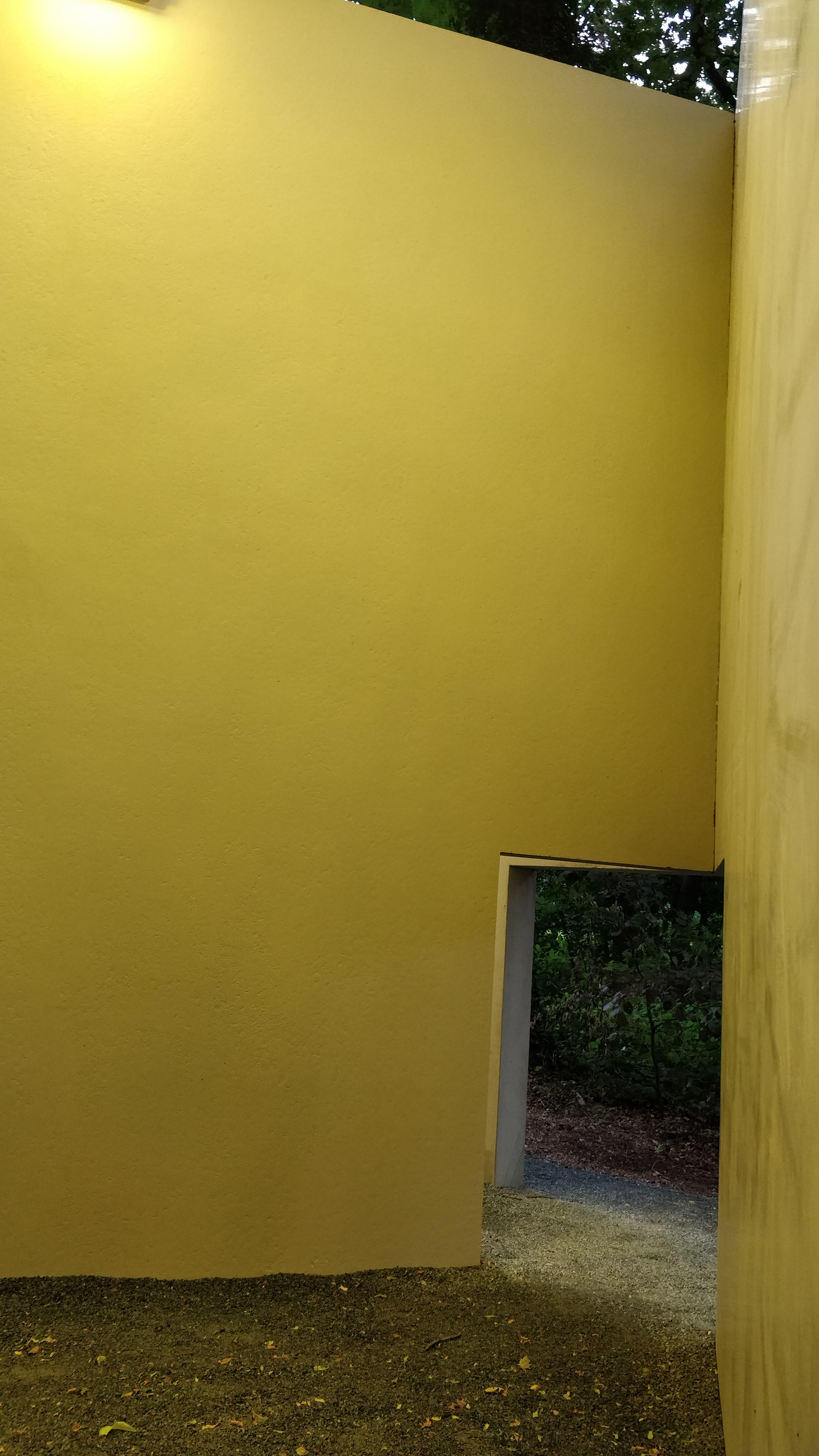
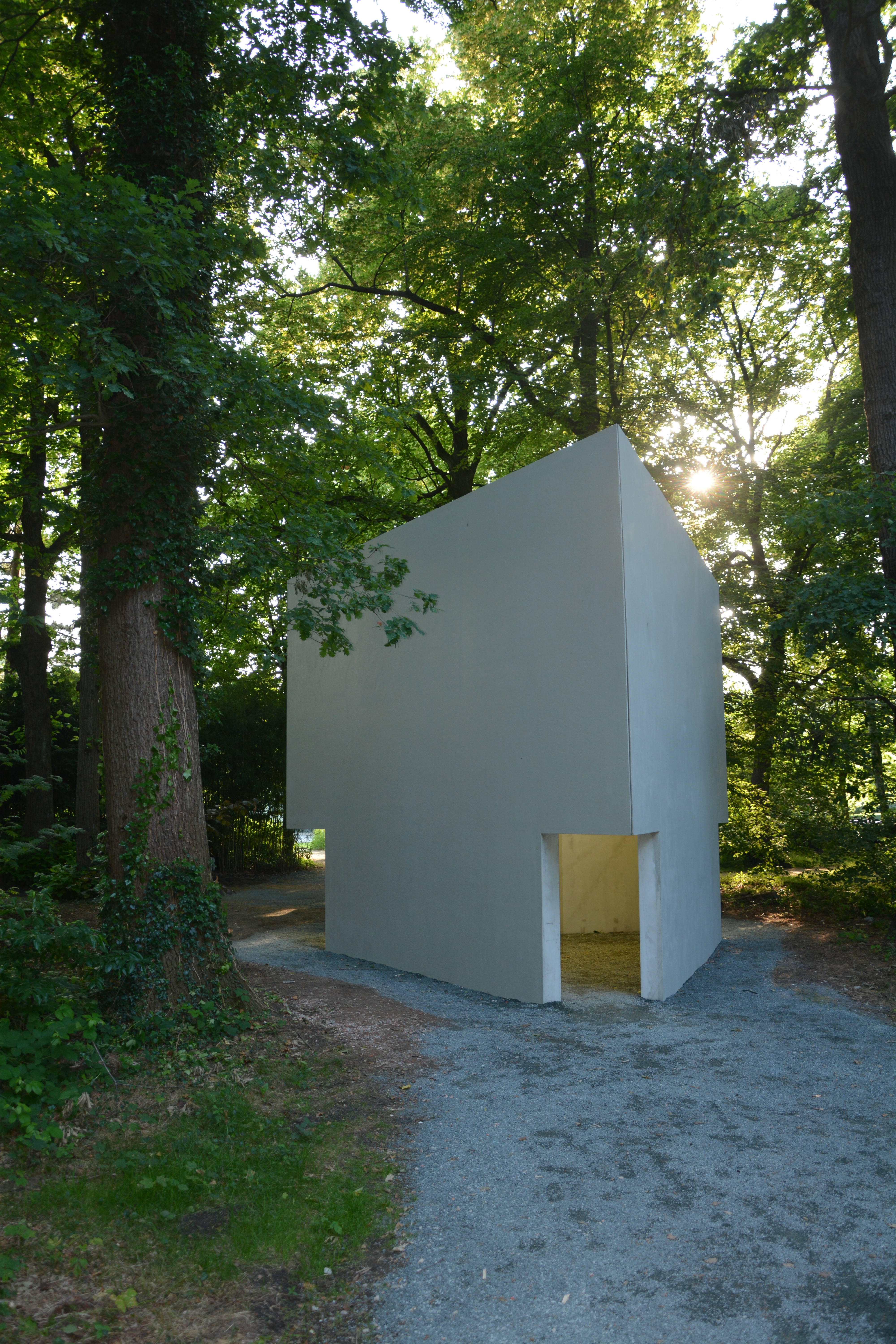
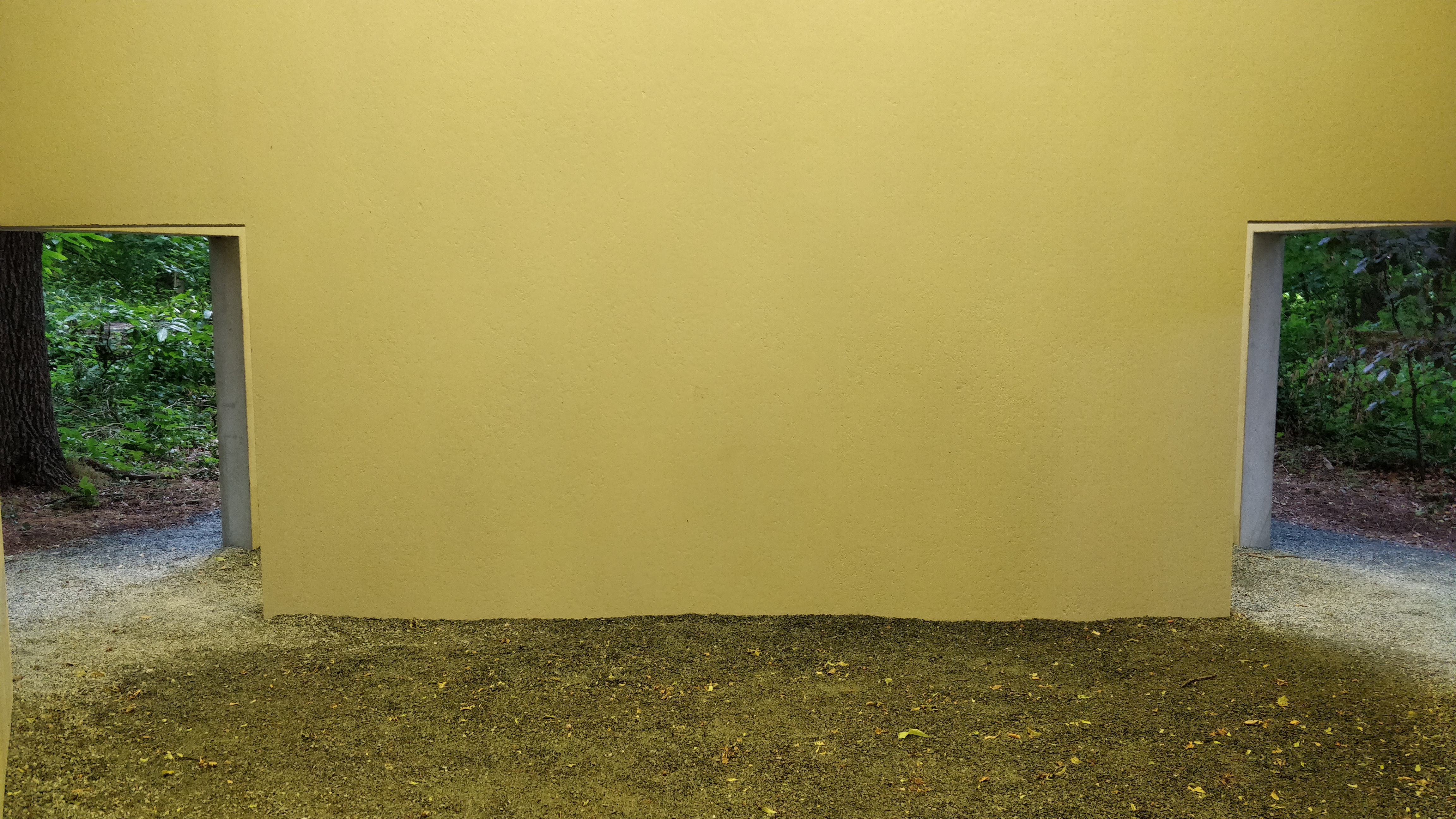
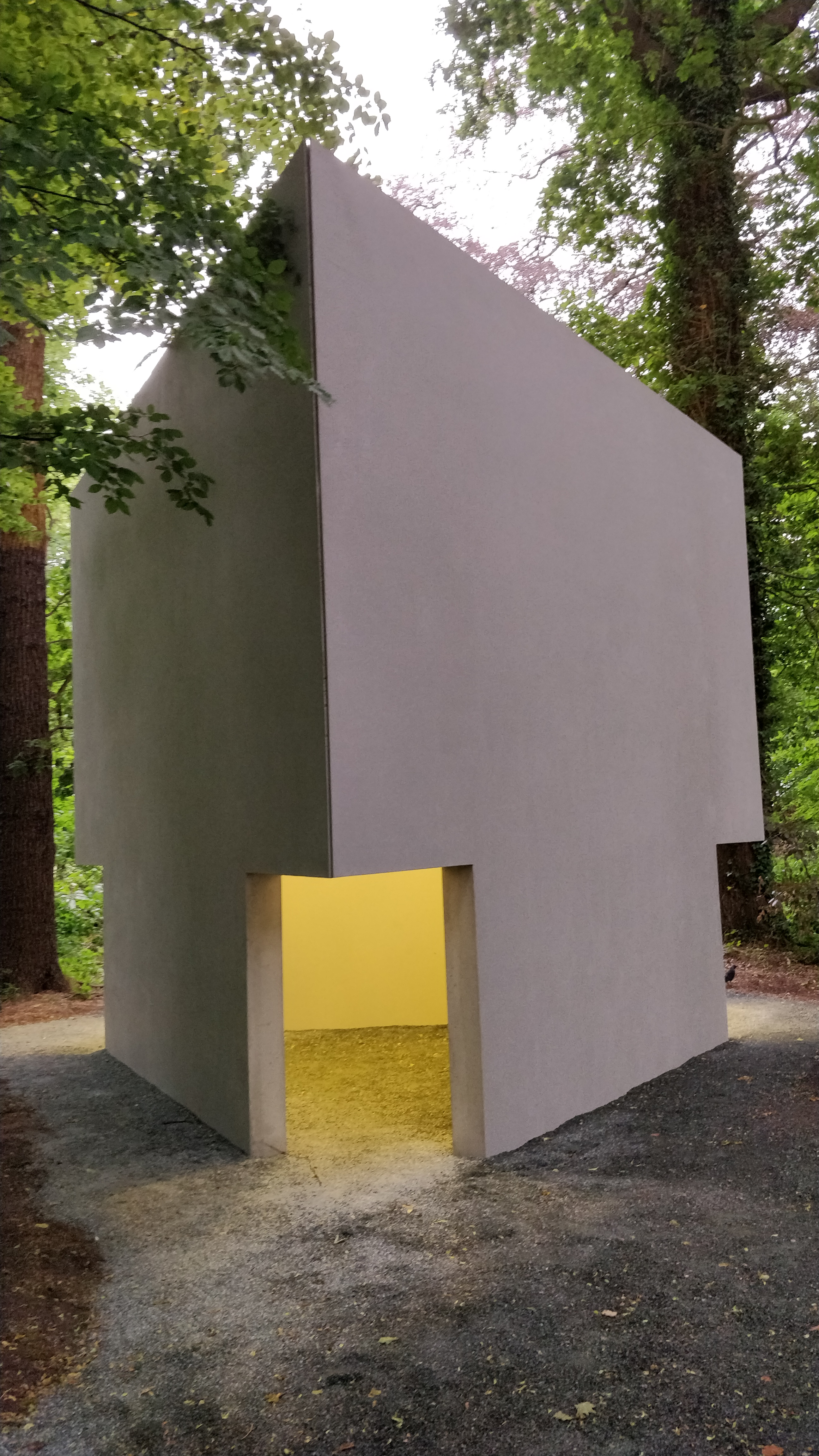

## Öffentliche Sammlungen
- Migros Museum für Gegenwartskunst
- Hallen für Neue Kunst, Schaffhausen
- Sammlung Museum Brandhorst, München
- Kunsthaus Zürich
- Neue Nationalgalerie, Berlin

## Auszeichnungen (Auswahl)
- 1990: Max-Beckmann-Preis
- 1995: Aufnahme in die American Academy of Arts and Sciences
- 1999: Goldener Löwe der Biennale Venedig, Italien
- 2001: Aufnahme in die American Academy of Arts and Letters[8]
- 2004: Praemium Imperiale, Tokyo
- 2006: Kunstpreis der Landeshauptstadt Düsseldorf (erstmalige Verleihung des Preises)
- 2009: Bester Pavillon auf der 53. Biennale di Venezia
- 2014: Friedrich-Kiesler-Preis